# ایستگاه متروی خیابان اجور (خط بیکرلو)
ایستگاه اجور یک ایستگاه از خط بیکرلو و از خطوط متروی لندن است.که در خیابان اجور قرار دارد پ در ۱۵ ژوئن ۱۹۰۷ افتتاح شده است.

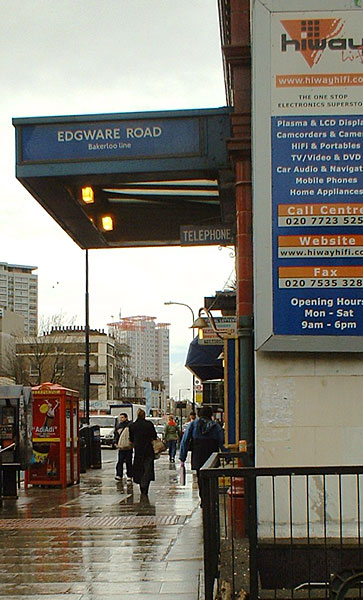

چرینگ